# Sara García Iglesias
Sara García Iglesias (Ciudad de México, 29 de abril de 1917 - Ozuluama, 6 de noviembre de 1987) fue una química farmacéutica, novelista y política mexicana. Fue la primera presidenta municipal de Ozuluama, Veracruz.

## Trayectoria
En 1940 se graduó de la carrera de Química Fármaco-Biología por la Universidad Nacional Autónoma de México (UNAM). Trabajó durante tres años en los Laboratorios Hormona y después fundó los Laboratorios Servet de productos medicinales. 
De 1958 a 1961 fue presidenta municipal de Ozulama, Veracruz, durante su gestión se repararon más de 30 escuelas rurales, logrando la apertura de 15; se construyó el reclusorio regional.

## Obras
Como escritora utilizó el seudónimo S. Urrea. Escribió su primer libro en 1941: El jagüey de las ruinas ganador del Premio Lanz Duret en 1943, mismo que fue convertido en guion y filmado bajo la dirección de Gilberto Martínez Solares. En 1946 escribió Isabel Moctezuma, la última princesa azteca y en 1957 Exilio.